# Mama (EP)
Mama es el EP debut de la banda surcoreana-china EXO, producido y lanzado por S.M. Entertainment el 9 de abril de 2012. Tiene dos ediciones: La versión coreana por EXO-K y la versión china por EXO-M.

## Antecedentes
El EP fue producido por Lee Soo Man, quien a la vez es el productor principal del grupo. El título para el miniálbum es un término coreano utilizado para tratar a una persona de la realeza, similar a «Su Majestad» o «Su Alteza» en español. La canción principal «Mama» fue escrita por Yoo Young Jin, quien también coescribió los otros dos sencillos promocionales del EP.

## Promoción
Desde diciembre de 2011 hasta febrero de 2012, S.M. Entertainment empezó a lanzar 23 pequeños adelantos que presentaban a los miembros que conformaría EXO, incluyendo extractos de las canciones que se incluyen en el EP. La pista «Angel» es usada como fondo musical para cuatro de los adelantos, así mismo, la pista «Two Moons» es utilizado en el adelanto número 12, donde aparecen Kai y Lay. «Machine» es utilizado en el adelanto número 5, donde aparece Kai.  
EXO-K empezó a promocionar la canción «Mama» en varios programas musicales, junto a su otro sencillo «History». El grupo hizo su debut en programas musicales incluyendo a Inkigayo, M! Countdown, Music Bank y Show! Music Core desde 8 al 15 de abril, mientras que EXO-M hacía lo mismo en China, al presentarse en los 12th Yinyue Fengyun Bang Awards el mismo día. EXO-K continuó presentándose en programas musicales con «Mama» varias semanas. EXO-M promocionó el álbum al presentarse como acto de apertura de la gira Super Show 4 de Super Junior en Indonesia, y empezó a presentarse en varios programas musicales y de variedades chinos, incluyendo Happy Camp.

## Lanzamiento y recepción
El sencillo «What Is Love» fue utilizado como un prólogo para el debut del grupo y fue lanzado el 30 de enero de 2012. Un segundo sencillo de adelanto, «History», fue lanzado el 9 de marzo.
El 31 de marzo de 2012, S.M. Entertainment dio a conocer un adelanto para el vídeo musical del sencillo principal «Mama», durante el escaparate en vivo del grupo en Seúl, Corea del Sur. El 6 de abril, la compañía reveló las portadas para el álbum tanto en su versión coreana y china. El miniálbum fue lanzado el 9 de abril de 2012, simultáneamente en China, Corea del Sur y en iTunes Store.
Ambas versiones del EP fueron un éxito comercial. La versión de EXO-K llegó al número uno en Gaon, número cuatro en el sitio chino Sina, y debutó en el puesto 8 en Billboard World Albums. La versión de EXO-M llegó al puesto uno en Sina, número 4 en Gaon y número 12 Billboard World Albums. Los tres sencillos promocionales de EXO-M ingresaron a varias listas musicales chinas, mientras que la canción principal «Mama» llegó a la cima un día después de su lanzamiento. Los vídeos musicales de los tres sencillos llegaron al puesto 1 en los sitios de streaming chino, La versión coreana del vídeo musical de «Mama» llegó al puesto 7 en el listado global de YouTube.

## Sencillos

### «What is Love»
El 30 de enero de 2012, «What is Love» se lanzó digitalmente a través de sitios en línea coreanos, chinos y en iTunes Store. La versión coreana es interpretado por D.O y Baekhyun del subgrupo EXO-K, y la versión en mandarín por Chen y Lu Han de EXO-M. Los dos vídeos musicales de la canción fueron subidos a YouTube el mismo día. Cada vídeo musical, aunque grabado en diferentes versiones cuenta con la participación de los doce miembros de EXO. Los vídeos musicales consisten en la combinación de los adelantos revelados anteriormente por la compañía.

### «History»
El 9 de marzo de 2012, se lanzó digitalmente «History» tanto en coreano como en mandarín. La versión coreana es interpretada por la subunidad EXO-K y la versión china por la subunidad EXO-M. El vídeo musical para la canción fue subido a YouTube el 8 de marzo de 2012, un día antes de que la canción estuviera habilitada para su descarga digital en sitios en línea. Ambos vídeos musicales muestran a los miembros de EXO bailando en un ambiente ventoso y rocoso, así como también en un estudio azul brillante.
«History» debutó en el puesto 27 del sitio chino Sina New Singles Chart y llegó hasta la posición 6. En la sección Sina Hot Singles Chart, la canción debutó en el puesto 64 y llegó hasta el 1. En Corea del Sur, «History» alcanzó el puesto 86.

## Lista de canciones
| N.º   | Título                          | Música                          | Escritor(es)                                                    | Duración |  |
| 1.    | «Mama»                          | Yoo Young Jin                   | Yoo Young Jin                                                   | 4:31     |  |
| 2.    | «What Is Love»                  | Yoo Young Jin                   | Yoo Young Jin, Teddy Riley, DOM, Richard Garcia                 | 4:22     |  |
| 3.    | «History»                       | Yoo Young Jin                   | Yoo Young Jin, Thomas Troelsen, Remee Mikkel Sigvardt Jackman   | 3:32     |  |
| 4.    | «Angel»                         | Hyuk Shin (Joombas) Lee Yun Jae | J. Lewis, Jarah Gibson, DK, Hyuk Shin (Joombas), Sasha Hamilton | 3:01     |  |
| 5.    | «Two Moons» (Con Key de SHINee) | Misfit                          | Albi Albertsson, Yim Kwang Wook                                 | 3:03     |  |
| 6.    | «Machine»                       | Albi Albertsson, Yim Kwang Wook | Albi Albertsson, Timo Kaukolampi                                | 3:26     |  |
| 21:55 |                                 |                                 |                                                                 |          |  |

| Versión Coreana por Exo-K | |                |                            |          |  |
| N.º                       | Título                                                                                             | Letras         | Traducción                 | Duración |  |
| 1.                        | «Mama» (마마)                                                                                      | Yoo Young Jin  |                            | 4:31     |  |
| 2.                        | «What Is Love» (cantada por Baekhyun, D.O)                                                         | Yoo Young Jin  |                            | 4:22     |  |
| 3.                        | «History»                                                                                          | Yoo Young Jin  |                            | 3:32     |  |
| 4.                        | «Angel» (너의 세상으로; Neoui Sesang-euro) (cantada por: Baekhyun, D.O, Suho)                      | Jo Yoon Gyeong | Into Your World            | 3:01     |  |
| 5.                        | «Two Moons» (두 개의 달이 뜨는 밤; Du Gaeui Dari Tteuneun Bam) (cantada por: Kai, Chanyeol, Sehun) | Misfit         | Two Moons Floating Tonight | 3:03     |  |
| 6.                        | «Machine»                                                                                          | Misfit         |                            | 3:26     |  |
| 21:55                     | |                |                            |          |  |

| Versión China por Exo-M |                                                                                 |                 |                    |          |  |
| N.º                     | Título                                                                          | Letras          | Traducción         | Duración |  |
| 1.                      | «Mama»                                                                          | Wang Yajun      |                    | 4:31     |  |
| 2.                      | «What Is Love» (cantada por Chen, Luhan))                                       | Han Kilin       |                    | 4:22     |  |
| 3.                      | «History»                                                                       | Liu Yuan        |                    | 3:32     |  |
| 4.                      | «Angel» (你的世界; Nǐ De Shìjiè) (cantada por: Chen, Luhan, Lay, Xiumin)        | Michie Liu Yuan | Your World         | 3:01     |  |
| 5.                      | «Two Moons» (双月之夜; Shuāng Yuè Zhī Yè) (cantada por: Kris, Tao, Lay, Xiumin) | T-Crash         | Night of Two Moons | 3:03     |  |
| 6.                      | «Machine»                                                                       | Zhou Weijie     |                    | 3:26     |  |
| 21:55                   |                                                                                 |                 |                    |          |  |

## Posición en listas
| País          | Lista                         | Posiciones        | Posiciones      |
| País          | Lista                         | Mama Ver. Coreana | Mama Ver. China |
| ------------- | ----------------------------- | ----------------- | --------------- |
| China         | Weekly Sino Chart             | 17                | 7               |
| Japón         | Oricon Weekly Albums Chart    | 33                | 63              |
| USA           | Billboard World Albums Chart  | 8                 | 12              |
| Corea del Sur | Gaon Weekly Albums Chart      | 1                 | 4               |
| Corea del Sur | Gaon Monthly Albums Chart     | 1                 | 6               |
| Corea del Sur | Gaon 2012 Yearly Albums Chart | 7                 | 16              |
| Corea del Sur | Gaon 2013 Yearly Albums Chart | 32                | 39              |
| Corea del Sur | Gaon 2014 Yearly Albums Chart | 39                | 54              |

## Ventas
| País          | Lista  | Posición                   |
| ------------- | ------ | -------------------------- |
| Japón         | Oricon | 10 485+ (versión china)    |
| Japón         | Oricon | 35 771+ (versión coreana)  |
| Corea del Sur | Gaon   | 207 072+ (versión china)   |
| Corea del Sur | Gaon   | 290 733+ (versión coreana) |

## Historia de lanzamiento
| Región        | Fecha               | Formato              | Agencia                                |
| ------------- | ------------------- | -------------------- | -------------------------------------- |
| Mundo         | 9 de abril de 2012  | CD, descarga digital | S.M. Entertainment                     |
| Corea del Sur | 9 de abril de 2012  | CD, descarga digital | S.M. Entertainment, KMP Holdings       |
| China         | 1 de agosto de 2012 | CD                   | S.M. Entertainment, Guangdong Yinxiang |
| Tailandia     | 20 de mayo de 2013  | CD                   | S.M. True                              |